# Ravengar
Ravengar er en amerikansk stumfilm fra 1916 af Louis J. Gasnier og Donald MacKenzie.

## Medvirkende
- Grace Darmond som Leontine.
- Ralph Kellard som Jerry Carson.
- Léon Bary som Sebastian Navarro.
- Leslie King som Louie.
- Hallen Mostyn.